# Подденежный, Григорий Максимович
 Подденежный, Григорий Максимович (12 февраля 1924 года — 18 октября 2000 года) — командир отделения; помощник командира взвода автоматчиков 10-й отдельной моторизованной разведывательной роты разведывательного отдела штаба 2-го Украинского фронта, сержант, Полный кавалер ордена Славы.

## Биография
Григорий Максимович Подденежный родился 12 февраля 1924 года в селе Никольское ныне Белебеевского района Башкирии в крестьянской семье.
Украинец. Член ВКП(б)/КПСС с 1945 года. В пять лет остался сиротой. В 1937 году окончил пять классов сельской школы, затем семилетку в городе Белебей. В школе механизации сельского хозяйства в селе Давлеканово получил профессию токаря. С марта 1942 года работал по специальности в Белебеевской машинно-тракторной станции.
В Красную Армию призван 5 сентября 1942 года Белебеевским райвоенкоматом Башкирской АССР, и направлен в Рижское пехотное училище (работающее в эвакуации в г. Стерлитамаке.). В декабре 1942 года направляется в действующую армию, где становится бойцом 44-го гвардейского стрелкового полка 15-й гвардейской стрелковой дивизии. 12 августа 1943 года в сражении за город Харьков Григорий Подденежный был ранен. В госпитале ему вручили его первую награду — медаль «За отвагу». После излечения становится армейским разведчиком.
Пройдя с боями от Северского Донца до Румынии, Венгрии, Чехословакии и Австрии, старшина Подденежный Г. М., после завершения разгрома гитлеровской Германии, участвовал в боях на Дальнем Востоке против японских милитаристов командиром бронемашины.
После войны Г. М. Подденежный учился в Ленинградском военно-политическом училище МВД СССР, затем служил в органах МВД, с 1952 года служил в Советской Армии в должности заместителя командира роты по политической части.
С октября 1966 года капитан Подденежный Г. М. — в запасе, а затем в отставке. Жил в городе Уфе. Работал начальником отряда военизированной охраны (ВОХР) в объединении «Химпром».
Скончался 18 октября 2000 года. Похоронен в Уфе на Северном (Тимашевском) кладбище..

## Подвиг
Командир отделения взвода автоматчиков 10-й отдельной моторизованной разведывательной роты разведывательного отдела штаба 2-го Украинского фронта сержант Григорий Подденежный в составе разведывательной группы 11 ноября 1943 года проник в тыл противника в районе села Тарасовка Пологовского района Запорожской области Украины, в схватке сразил трёх вражеских солдат, доставил ценные разведывательные данные. 7 января 1944 года в составе группы разведчиков в районе города Кировограда (Украина) сержант Подденежный Г. М. собрал и передал данные о продвижении танков и живой силы противника. Прикрывая отход разведчиков, бесстрашный воин лично уничтожил несколько гитлеровских автоматчиков.
За мужество и отвагу, проявленные в боях, 31 октября 1944 года сержант Подденежный Григорий Максимович награждён орденом Славы 3-й степени (№ 130281).
Помощник командира взвода автоматчиков 10-й отдельной моторизованной разведывательной роты разведывательного отдела штаба 2-го Украинского фронта сержант Подденежный Г. М. 30 августа 1944 года во главе отделения проник в тыл врага в районе румынского города Тыргу-Фрумос. Разведчики уничтожили до десяти гитлеровских пехотинцев, взяли «языка» и доставили в штаб ценные разведывательные данные о системе обороны врага.
За мужество и отвагу, проявленные в боях, 28 ноября 1944 года сержант Подденежный Григорий Максимович награждён орденом Славы 2-й степени (№ 6981). Сержант Григорий Подденежный во главе группы разведчиков в ночь на 18 декабря 1944 года вышел в тыл неприятеля, форсировал реку Инпель в районе венгерского населённого пункта Надьберенсонь. Будучи обнаруженными, бойцы вступили в бой с превосходящими силами противника, и уничтожили около десяти вражеских солдат.
Указом Президиума Верховного Совета СССР от 28 апреля 1945 года за образцовое выполнение заданий командования в боях с немецко-фашистскими захватчиками сержант Подденежный Григорий Максимович награждён орденом Славы 1-й степени (№ 131), став полным кавалером ордена Славы.

## Награды
Награждён орденами Отечественной войны 1-й степени, Славы 1-й, 2-й и 3-й степени, медалями.

## Память
4 мая 2005 года в Калининском районе города Уфы, на фасаде дома, в котором жил полный кавалер ордена Славы Г. М. Подденежный, установлена мемориальная доска.